# Ex Aterrizaje
Ex Aterrizaje es un caserío peruano ubicado en el distrito de Tambogrande, perteneciente a la provincia y departamento de Piura, al norte del Perú. 

## Ubicación
Ex Aterrizaje se ubica al noroeste de la provincia de Piura, en el distrito de Tambogrande, en el departamento de Piura.

## Demografía
En 2017 Ex Aterrizaje tenía una población de 261 habitantes.